# Émile Wertheimer
Émile Wertheimer (Rosheim, 22 de julio 1852-Sedán, 6 de noviembre de 1924) fue un profesor de fisiología en Lille, particularmente conocido por sus investigaciones sobre el páncreas.

## Biografía
Tras cursar sus estudios en el instituto de Estrasburgo comenzó sus estudios de medicina, pero la guerra franco-alemana de 1870 los interrumpió. Tras la anexión de su Alsacia natal por el Imperio Alemán, Wertheimer decidió nacionalizarse francés y continuar sus estudios en París. En 1876, se doctoró en medicina con una tesis titulada "El dolor de la pericarditis". Llegó a Lille para cumplir el servicio militar, coincidiendo con la creación de la Facultad de Medicina de la Universidad de Lille. Allí desarrolló toda su carrera.
En 1878, fue nombrado Prosector de Anatomía y, al año siguiente, Profesor Titular. Formó a numerosos estudiantes de fisiología, entre ellos Camille Delezenne, Hippolyte Surmont y Charles Dubois, quien le sucedió en la cátedra de Fisiología cuando se jubiló en 1922. Colaboró extensamente con Edouard Meyer en diversas mediciones cardíacas y respiratorias y en analizar como les afectaba la digestión.
En 1883 Wertheimer publicó una tesis de agregación sobre el hígado y su sistema porta, demostrando la existencia de la circulación enterohepática de ácidos biliares. Con ello obtuvo ese año el título de Profesor Asociado de Anatomía y Fisiología. En 1890 pasó a ser catedrático de Fisiología. 
En 1896 publicó con Léon Lepage un artículo significativo sobre la pirámide bulbar, mostrando que incluso en caso de sección este transmite señales motrices lo que implicaba que se trataba de una transmisión química. Sus experimentos, calificados de ingeniosos por historiadores médicos, permitían resolver una controversia del periodo sobre ese órgano entre los especialistas.
Su trabajo posterior con Léon Lepage sobre la secreción pancreática en 1900-1901 amplió la comprensión de la fisiología de ese órgano, corrigiendo y ampliando los trabajos previos de Michał Popielski y abriendo el camino al descubrimiento de la secretina por William Bayliss y Ernest Starling en 1902, lo que introdujo el concepto de hormona en la medicina. Todos sus resultados le permitieron consolidarse como uno de los fisiólogos más destacados de Francia.
Fue elegido corresponsal de la Academia Nacional de Medicina para la división de anatomía y fisiología el 6 de junio de 1905. Fue nombrado caballero de la Legión de Honor en 1910. En 1912 recibió el Premio La Caze de la Academia de Ciencias de París.

## Distinciones
- Caballero de la Legión de Honor (1910)

## Publicaciones
- 1876: El dolor de la pericarditis, Publicación de la tesis médica, París [8]
- 1883: Desarrollo del hígado y del sistema porta abdominal, tesis presentada en el concurso de agregación (sección de anatomía y fisiología), Lille, Imprimerie L. Danel [9]